# Dickschichtpassivierung
Dickschichtpassivieren ist eine korrosionsbeständige Oberflächenveredelung durch Beschichten auf der Basis Chrom(III)-haltiger Verbindungen. 
Hierbei handelt es sich um eine Chrom(VI)-freie Beschichtung, vor allem im Bereich der Automobilindustrie. Sie wird dort eingesetzt, da in diesem Bereich gemäß gesetzlichen Bestimmungen (EU-Altautorichtlinie) seit dem 1. Juli 2007 keine Chrom(VI)-haltigen Beschichtungen mehr verwendet werden dürfen. Üblicherweise beträgt die Chrom(VI)-Konzentration in gelbchromatierten Oberflächen nach EN ISO 3613 ca. 50 mg/m² Chrom(VI). 
Dickschichtpassivieren zeichnet sich durch eine hohe Korrosionsbeständigkeit aus, die durch eine Nachversiegelung noch erhöht werden kann.